# برابانت فلاندر
استان برابانت فلاندر (به فرانسوی: Flemish Brabant) در منطقه فلاندری در کشور بلژیک واقع شده‌است.